# Belos Tractor AB
Belos Tractor AB var en svensk tillverkare av traktorer och gräsklippare. Bolaget grundades 1944 och tillverkade enaxlade traktorer. 1966 presenterades den första Trans pro-modellen, ett litet midjestyrt fordon. 1984 köptes bolaget av Stiga och bytte namn till Stiga Belos AB. 2011 såldes Belos till Kärcher och utvecklingsbolaget Kärcher Belos AB bildades. Tillverkning av redskapsbärare flyttades till Obersontheim i Tyskland.
Utvecklingsteamet på Kärcher Belos AB i Tranås utvecklade maskinerna: Kärcher MIC26, MIC35, MIC50, MIC70, MC50, MC80 och MC250. Efter Kärchers köp av Tyska Holder lades utvecklingsavdelningen ned i Tranås och flyttades till Tyskland. Utvecklingsteamet gick  i oktober 2020 vidare till Inzile (EVX Mobility) som utvecklade och tillverkade elektriska fordon.